# نیروگاه هسته‌ای چانگ‌جیانگ
نیروگاه هسته‌ای چانگ‌جیانگ (به لاتین: Changjiang Nuclear Power Plant) یک نیروگاه هسته‌ای در چین است که در Changjiang Li Autonomous County واقع شده‌است.